# Ligne de Cheval-Blanc à Pertuis
La ligne de Cheval-Blanc à Pertuis est une ligne de chemin de fer française secondaire, à écartement standard et à voie unique non électrifiée dans le département de Vaucluse.
Fermée au service des voyageurs, elle est utilisée pour le trafic fret.
Elle constitue la ligne 923 000 du réseau ferré national.

## Histoire
À la suite de la déroute financière de la Compagnie du chemin de fer Grand-Central de France, son démantèlement est organisé en 1857 au profit de la Compagnie du chemin de fer de Paris à Orléans et de la Compagnie des chemins de fer de Paris à Lyon et à la Méditerranée. Cette dernière se voit octroyer, entre autres, la concession à titre éventuel d'une ligne « d'Avignon à Gap », dont la ligne de Cheval-Blanc à Pertuis constitue une portion. Sa création est prévue par la convention signée le 11 avril 1857 entre le ministre des Travaux publics, la Compagnie du chemin de fer de Paris à Lyon et la Compagnie du chemin de fer de Lyon à la Méditerranée. Cette convention est approuvée par décret le 19 juin 1857. Déclarée d'utilité publique le 25 août 1861, la concession devient définitive à la même date.
La ligne est ouverte à l'exploitation en octobre 1871, et ouverte au service voyageurs le 25 novembre 1872.
Le service voyageurs est fermé le 4 juillet 1971.
Une réouverture est actuellement à l'étude.

## Infrastructure
C'est une ligne à voie unique au profil correct, les déclivités ne dépassant pas 8 ‰.

## Exploitation
Circulation exceptionnelle
Le 25 avril 2025, à l'occasion du 150e anniversaire de l'arrivée du chemin de fer à Veynes, la loco 140 C 27 a relié Nîmes à La Brillane-Oraison en empruntant la ligne de Cheval-blanc à Pertuis, sans voyageurs (et poursuivi le lendemain en train touristique jusqu'à Briançon).